# Santa Cruz do Escalvado (kommun)
Santa Cruz do Escalvado är en kommun i Brasilien.   Den ligger i delstaten Minas Gerais, i den sydöstra delen av landet, 700 km sydost om huvudstaden Brasília. Antalet invånare är 4 996.
Följande samhällen finns i Santa Cruz do Escalvado:
- Santa Cruz do Escalvado

Omgivningarna runt Santa Cruz do Escalvado är huvudsakligen savann. Runt Santa Cruz do Escalvado är det ganska tätbefolkat, med 52 invånare per kvadratkilometer.